# Caroline Garcia
Caroline Garcia (Saint-Germain-en-Laye, 16 ottobre 1993) è una tennista francese.
Nel corso della sua carriera ha vinto complessivamente undici tornei del circuito maggiore in singolare, tra cui tre tornei WTA 1000 e l'edizione 2022 delle WTA Finals. Vanta inoltre una semifinale allo US Open 2022 e un quarto di finale all'Open di Francia 2017 e ha raggiunto il quarto posto del ranking nel settembre 2018 e nuovamente nel novembre 2022.
Ottima doppista, in coppia con la connazionale Kristina Mladenovic si è aggiudicata l'Open di Francia 2016 e 2022 e si è spinta fino alla 2ª posizione del ranking a fine ottobre del 2016.

## Carriera

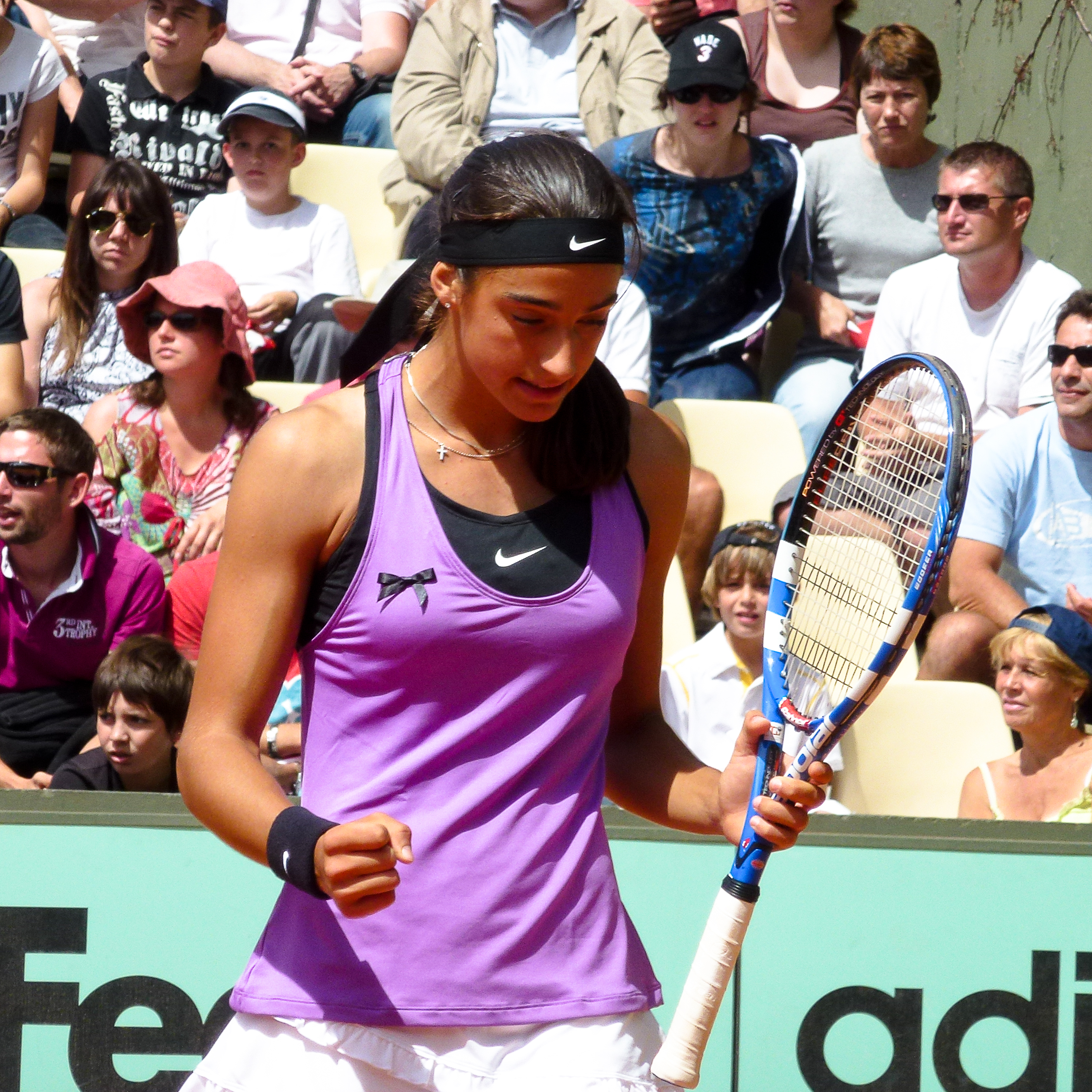
Caroline Garcia al Roland Garros nel 2011

Prende parte a un torneo dello Slam per la prima volta agli Australian Open 2011 dove ottiene l'accesso grazie a una wild-card e, dopo aver superato al primo turno Varvara Lepchenko, viene eliminata da Ayumi Morita.
Al Roland Garros dello stesso anno prende parte ancora grazie a una wild-card ed arriva nuovamente al secondo turno dove affronta la testa di serie numero 7 Marija Šarapova. In questo match riesce a vincere il primo set e a portarsi in vantaggio 4–1 nel secondo set, prima di venire rimontata e sconfitta dalla tennista russa; dopo questa prestazione diversi grandi tennisti come Andy Murray e Martina Navrátilová l'hanno predetta futura numero uno.
Dopo essere stata eliminata dal torneo senior partecipa comunque al singolare ragazze come terza testa di serie e raggiunge le semifinali. Al di fuori dei tornei del Grande Slam ha raggiunto tre finali ITF, due da 25 000 $ e una da 50 000 $, uscendone però sempre sconfitta. Riesce a vincere invece due tornei ITF in doppio, uno da 10 000 $ nel 2009 insieme a Elixane Lechemia e uno da 50 000 $ nel 2011 insieme a Aurélie Védy. Agli US Open 2011 raggiunge la finale del singolare ragazze ma perde in due set contro l'americana Grace Min.

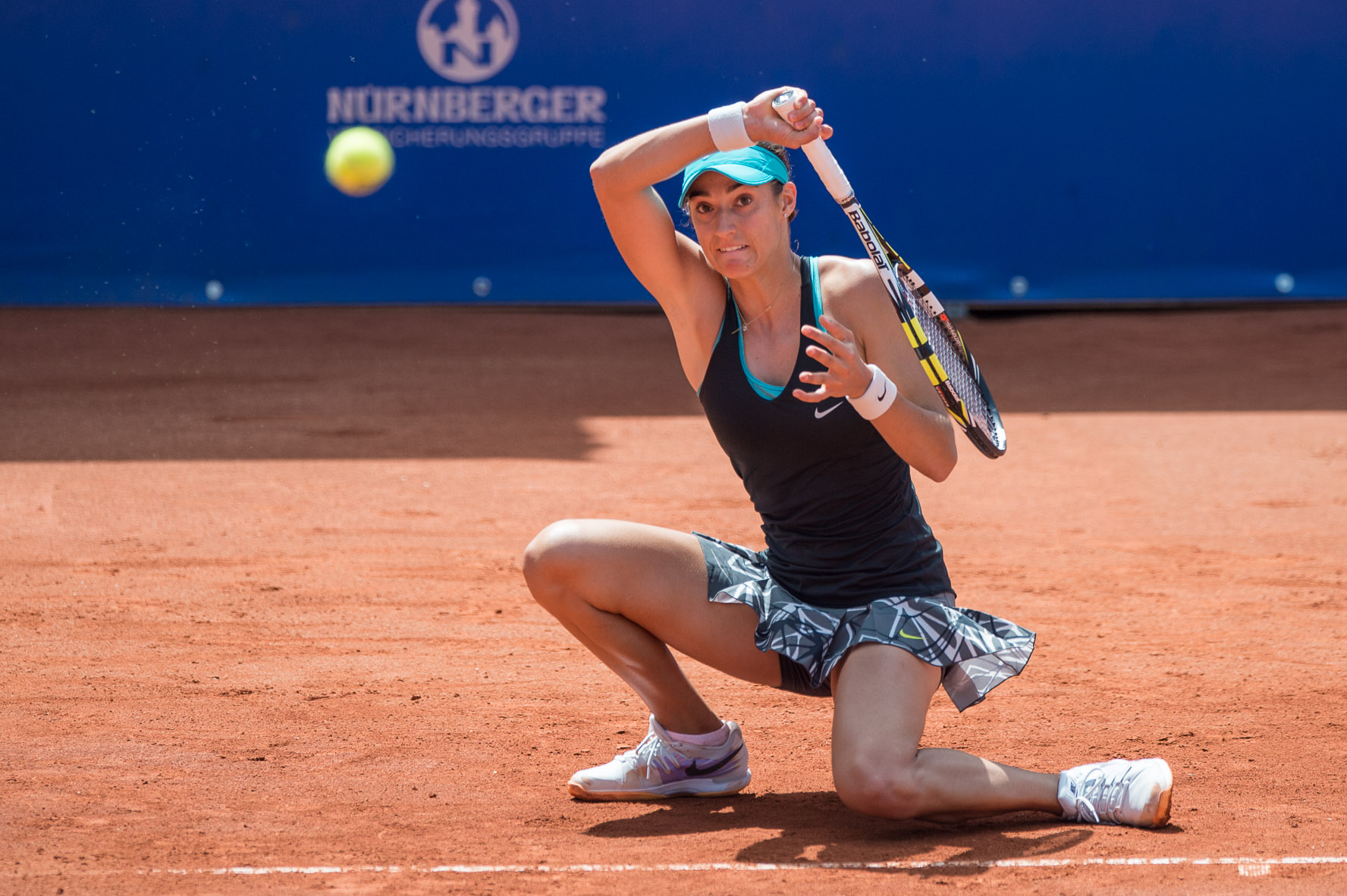
Caroline Garcia nel 2014

Si avventura fino alle semifinali dell'Abierto Mexicano Telcel 2014 superando sulla sua strada le canadesi Fichman e Bouchard ma si arrende in un match lungo tre set all'americana Christina McHale. Il 13 aprile 2014 vince il primo titolo in singolare, a Bogotá, battendo in due set la serba Jelena Janković. Nello stesso torneo vince anche il titolo di doppio in coppia con la spagnola Lara Arruabarrena Vecino.
Nel 2015 raggiunge 2 finali WTA entrambe in Messico, ad Acapulco e Monterrey, ma in ambedue le occasioni viene sconfitta dall'elvetica Timea Bacsinszky nella prima eventualità 6-3, 6–0, nella seconda 6–4, 2–6, 4–6.

### 2016: un anno di successi sia in singolare che in doppio

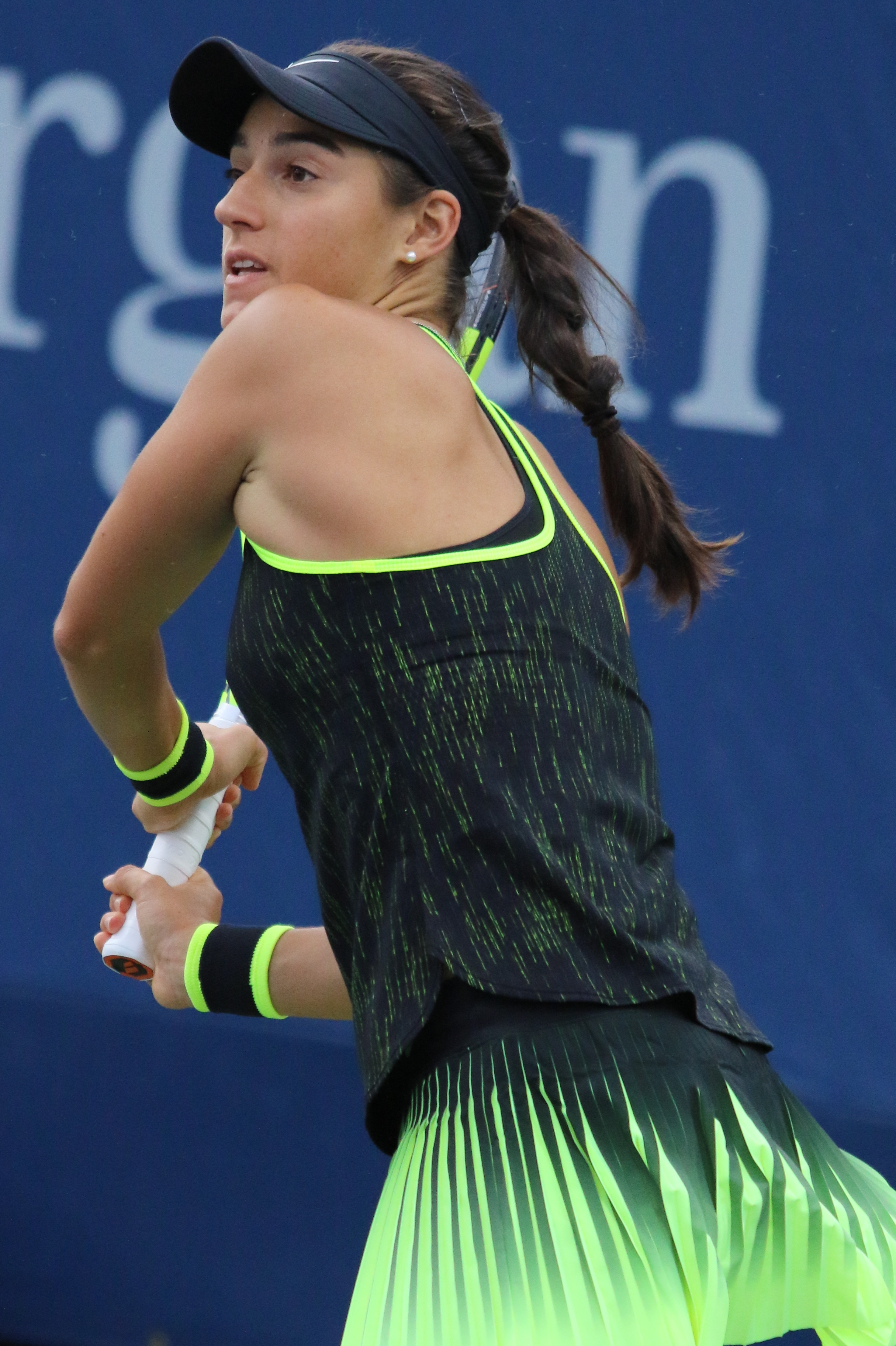
Caroline Garcia all'US Open nel 2016

In singolare ottiene 3 finali: la prima a Strasburgo, dove giunge in finale battendo Flipkens e Teichmann in 2 set, approfittando di un W/O contro la Stosur e sconfiggendo la connazionale Razzano in semifinale. Nell'ultimo atto elimina Mirjana Lučić-Baroni con lo score di 6–4, 6–1; la seconda finale la centra a Maiorca e vince il titolo piegando Anastasija Sevastova in 2 set. Per la Garcia si tratta del 4º titolo della carriera, il primo sull'erba; giunge in finale anche a Limoges, dove viene battuta da Ekaterina Aleksandrova in 2 set.
Ad ottobre raggiunge anche il best-ranking di numero 23 del mondo, posizione che manterrà fino alla fine della stagione.
A livello di doppio, assieme alla connazionale Kiki Mladenovic, forma una delle coppie più forti del 2016: raggiungono otto finali e colgono 4 titoli, il più importante dei quali al Roland Garros: nel torneo di casa raggiungono l'ultimo atto e battono Makarova/Vesnina per 6–3, 2–6, 6–4. Era dal 2000 che una francese (in quell'annata Mary Pierce) non conquistava il titolo mentre l'ultima coppia interamente francese a vincere il torneo è stato il team formato da Suzanne Lenglen/Julie Vlasto nel 1926. Ad ottobre raggiunge il numero 2 del mondo nella specialità, suo best-ranking. La coppia ottiene il successo anche nei premier di Charleston e Stoccarda e nel Premier Mandatory di Madrid, sconfiggendo nelle ultime 2 circostanze Hingis e Mirza. Le altre 4 finali, perse, vengono raggiunte a Sydney, a Dubai, a Pechino e soprattutto a New York, dove sono state piegate da Mattek-Sands e Safarova. Alle WTA Finals si sono presentate in qualità di numero 1 del seeding e, dopo il successo su Plíšková/Görges, hanno perso in semifinale nuovamente da Mattek/Safarova.

### 2017: semifinale agli Australian Open in doppio, due vittorie nei tornei WTA e Top 10
La sua stagione inizia con la partecipazione agli Australian Open, dove le viene assegnata la 21ª testa di serie. Sconfigge Kateryna Bondarenko per 7–6, 6–4 e la connazionale Océane Dodin per 6–7, 6–4, 6–4, viene eliminata dalla testa di serie nº 16, Barbora Strýcová, per 2–6, 5–7. Nel doppio è testa di serie nº 1; sempre in coppia con la connazionale Kristina Mladenovic, arriva fino alla semifinale, dove sono costrette ad arrendersi a Peng Shuai/Andrea Sestini Hlaváčková per 6–7, 2–6. Questo diventa il loro miglior risultato nel primo Grand Slam. A Taiwan è testa di serie nº 3 ottenendo così un bye. Sconfigge con facilità Marina Eraković, ma viene eliminata a sorpresa da Mandy Minella con un doppio 4–6. A Qatar, dopo aver battuto per 6–3 nel terzo set Madison Brengle, viene estromessa da Karolína Plíšková, testa di serie nº 2, per 5–7, 4–6. A Dubai è testa di serie nº 15; supera con un doppio 6–3 Johanna Larsson, per poi essere fermata da Mónica Puig per 2–6 nel terzo set. Nel doppio, lei e Kristina Mladenovic sono teste di serie nº 1, ma vengono fermate nei quarti di finale per 3–10 nel set decisivo da Jaroslava Švedova/Chan Hao-ching. In Malaysia è testa di serie nº 3, ma non va oltre al primo turno dove viene fermata da Anna Kalinskaja per 5–7, 2–6. Si presenta agli Indian Wells come testa di serie nº 21. Ottenuto il bye bye, sconfigge Evgenija Rodina con un doppio 6-3, Johanna Konta per 3–6, 6–2, 7–6; per poi venire sconfitta da Svetlana Kuznecova per 1–6, 4–6. Nel doppio, in coppia con Karolína Plíšková, non va oltre il secondo turno perdendo per 11–13 nel set decisivo. A Miami esce di scena a sorpresa per mano di Peng Shuai che la batte per 4–6, 0–6.
Si presenta come testa di serie nº 3 nel Monterrey Open. Qui si spinge fino alla semifinale battendo in ordine: Renata Zarazúa (4–6 6–2, 6–3), Nadia Podoroska (6–0, 6–3), Julia Boserup (6–3, 6–2); per poi perdere contro la testa di serie nº 2, Anastasija Pavljučenkova, per 2–6 4–6. A Madrid esce di scena subito per mano di Wang Qiang la quale la sconfigge per 4–6 3–6. A Roma non fa meglio: raggiunge solamente il secondo turno dove, dopo aver sconfitto per 7–6 3–6 7–6 Donna Vekić, perde contro Dar'ja Gavrilova (5–7, 6–3, 3–6). A Strasburgo è 5ª testa di serie e centra la seconda semifinale dell'anno. Dopo aver sconfitto Jennifer Brady per 6–3, 6–4, Magda Linette per 6–3, 6–3, Kristýna Plíšková per 7–6 6–2; perde nuovamente contro Dar'ja Gavrilova per 4–6 2–6. Al Roland Garros è testa di serie nº 28 e raggiunge i quarti di finale, suo miglior risultato. Sconfigge Nao Hibino con un doppio 6–2, Chloé Paquet per 7–5 6–4, Hsieh Su-wei per 6–4 4–6 9–7, Alizé Cornet per 6–2 6–4; per poi perdere contro la testa di serie nº 2, Karolína Plíšková, per 6–7 4–6. A Maiorca è testa di serie nº 3, qui raggiunge la terza semifinale dell'anno. Dopo aver superato Jelena Janković (6–4 6–4), Jana Čepelová (6–3 6–7 6–3), Roberta Vinci (6–2 7–6); perde contro Anastasija Sevastova per 4–6 2–6.
A Wimbledon è testa di serie nº 21 e arriva fino al quarto turno, suo miglior risultato, dove viene sconfitta dalla 6ª testa di serie, Johanna Konta, per 6–7 6–4 4–6.
In Svizzera è testa di serie nº 1, ma viene sorprendentemente eliminata al terzo turno da Tereza Martincová per 5–7 6–7. In Svezia è 3ª testa di serie e centra la sua quarta semifinale. Supera Irina-Camelia Begu (5–7 6–3 6–4), Sara Errani (6–1 6–0), Barbora Krejčíková (6–2 4–6 7–5); viene fermata da Kateřina Siniaková (2–6 5–7).
A Montréal si spinge fino ai quarti di finale dove incontra Simona Halep che la sconfigge per 4–6 2–6. A Cincinnati viene eliminata subito da Elena Vesnina per 6–4, 4–6, 4–6. Agli US Open è 18ª testa di serie; qui ripete il terzo turno dell'anno precedente venendo sconfitta da Petra Kvitová per 0–6, 6–4. A Tokyo è testa di serie nº 9 e arriva fino ai quarti di finale. Dopo aver sconfitto Aljaksandra Sasnovič per 6–4 6–3, Kurumi Nara per 6–1 6–3; perde contro Garbiñe Muguruza per 2–6 4–6. Il 30 settembre vince il torneo di Wuhan battendo in ordine: Angelique Kerber per 3–6 6–3 6–1, Christina McHale per 6–1 6–1, Dominika Cibulková per 6–3 7–5, Ekaterina Makarova per 7–6(3) 6–4, Maria Sakkarī per 6–3 6–2 e Ashleigh Barty per 6(3)–7 7–6(4) 6–2. L'8 ottobre vince un altro torneo, stavolta il China Open. Qui sconfigge in ordine: Elise Mertens per 7–6(4) 6-4, Alizé Cornet per 6–2 6–1, Elina Svitolina per 6(5)–7 7–5 7–6(8), Petra Kvitová per 6–3 7–5 e Simona Halep per 6–4 7–6(3). A Singapore prende parte alle WTA Finals arrivando alla semifinale dove perde contro Venus Williams per 7–6(3) 2–6, 3–6.
Chiude l'anno all'8ª posizione del ranking mondiale, suo miglior piazzamento della stagione. Mentre nel doppio scivola di 71 posizioni, arrivando alla nº 73.

### 2018: settimo titolo WTA e Top 5

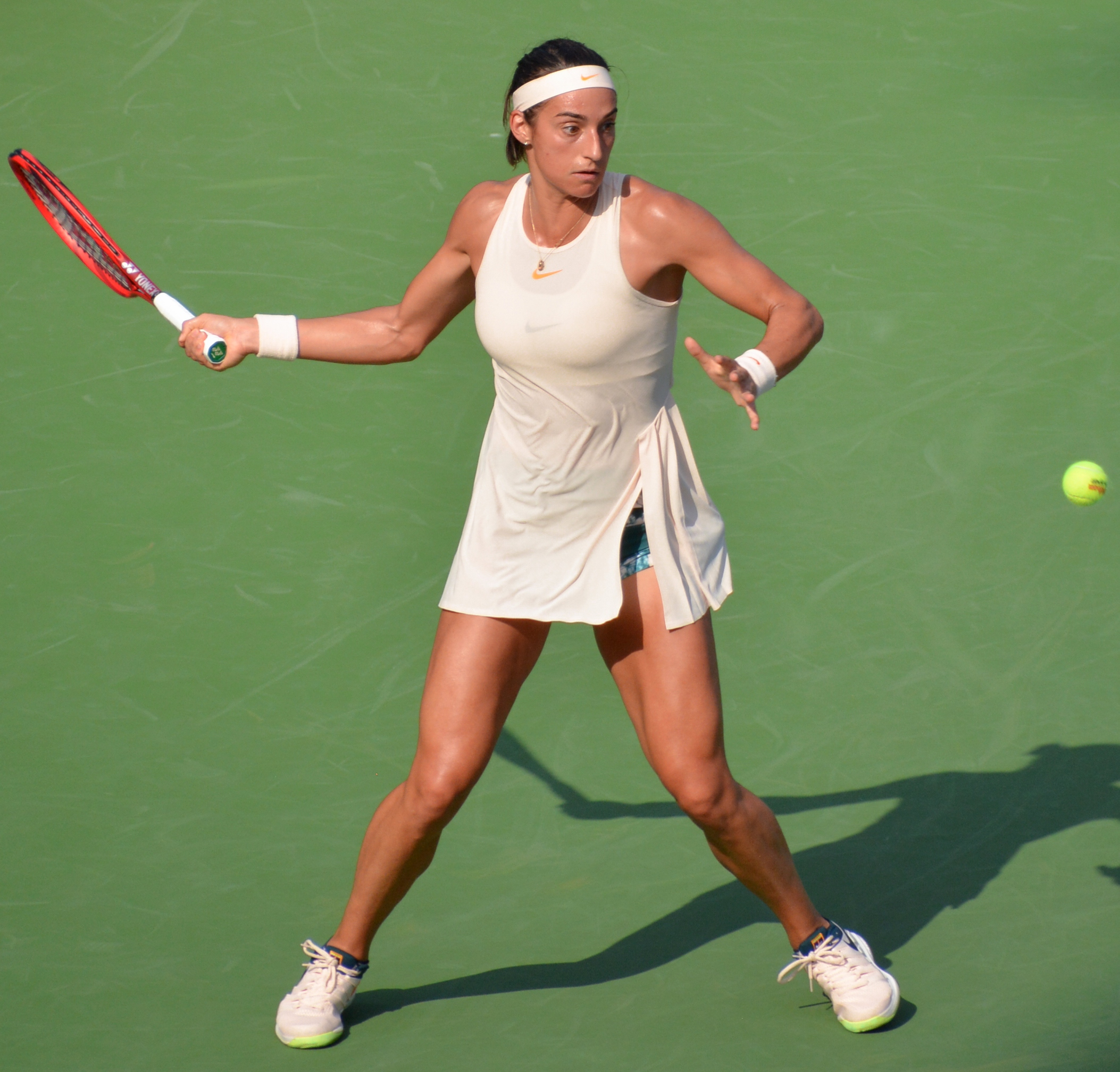
Caroline Garcia agli US Open nel 2018

Inizia la nuova stagione prendendo parte al Brisbane International, dove è testa di serie nº 4. Ottenuto il bye bye, al secondo turno è costretta al ritiro contro Alizé Cornet su un punteggio di 6–3, 3–6, 0–0. Si presenta come testa di serie nº 8 agli Australian Open, dove migliora il suo risultato spingendosi fino al quarto turno. Qui, dopo aver sconfitto Carina Witthöft (7-5 6-3), Markéta Vondroušová (6(3)-7 6-2 8-6), Aljaksandra Sasnovič (6-3 5-7 6-2), perde contro Madison Keys per 3-6 2-6. Grazie a questo risultato, raggiunge la posizione nº 7, migliorando il precedente best ranking. Al St. Petersburg Ladies Trophy è 3ª testa di serie, ma viene eliminata a sorpresa da Elena Rybakina per 6–4, 6(6)–7, 6(5)–7. A Qatar è 7º testa di serie e si spinge fino ai quarti di finale dove, dopo aver superato Dominika Cibulková (6–3, 6(3)–7 6–0) e Anna Blinkova (7–6(3), 7–5), il suo cammino si interrompe per mano di Garbiñe Muguruza, la quale la sconfigge per 6–3 1–6 4–6. A Dubai è 5ª testa di serie e dopo aver sconfitto Lucie Šafářová per 6–3 7–5 e Ekaterina Makarova per 6–4 6–2, viene fermata nuovamente da Garbiñe Muguruza (5–7 2–6). Agli Indian Wells è testa di serie nº 7; supera Jennifer Brady per 6–4 6–4 e Dar'ja Gavrilova per 7–5 6–4, poi viene estromessa per mano di Angelique Kerber, che la batte con un doppio 1–6. A Miami, dopo aver usufruito del bye al primo turno, viene sconfitta con un netto 3–6 1–6 da Alison Riske. 
Prende parte al torneo di Charleston dove è la 1ª testa di serie. Dopo avere estromesso senza difficoltà Varvara Lepchenko (6–2 6–3), viene rimontata dalla connazionale Alizé Cornet per 7–5 1–6 4–6. Si presenta a Stoccarda dove gioca un ottimo torneo arrivando fino alla semifinale. Qui, prima di cedere a Coco Vandeweghe per 4–6 2–6, elimina: Marija Šarapova per 3–6 7–6(6) 6–4, Marta Kostjuk per 6–1 3–6 7–5 ed Elina Svitolina per 6(4)–7 6–4 6–2. A Madrid centra un'altra semifinale, stavolta elimina in ordine: Dominika Cibulková per 6–1 7–5, Petra Martić per 6–3 7–5, Julia Görges per 6–2 6–4, Carla Suárez Navarro per 6–2 6–3; prima di perdere con un doppio 2–6 per mano di Kiki Bertens. A Roma estromette Tímea Babos per 6–3 6–4, Sloane Stephens per 6–1 7–6(7), viene fermata nei quarti di finale dalla nº 1, Simona Halep, per 2–6 3–6. Nell'Open di Francia supera con agilità Duan Yingying per 6–1 6–0, Peng Shuai per 6–4 3–6 6–3, Irina-Camelia Begu per 6–1 6–3; viene fermata negli ottavi di finale da Angelique Kerber per 2–6 3–6, non riuscendo a ripetere il risultato dell'anno precedente. Sulla terra battuta di Maiorca è la 1ª testa di serie. Qui supera Hsieh Su-wei per 7–6(4) 1–6 6–4, Johanna Larsson per 6–4 6–3; viene estromessa da Sofia Kenin nei quarti con un doppio 3–6. 
A Wimbledon, sebbene sia la 6ª testa di serie, esce a sorpresa nel primo turno per mano di Belinda Bencic la quale la liquida con il risultato di 6(2)–7 3–6. Nonostante questa prematura sconfitta, raggiunge il best ranking entrando per la prima volta in Top 5, precisamente alla posizione nº 5. 
A Toronto, dopo aver sconfitto Magdaléna Rybáriková e Marija Šarapova, si spinge fino ai quarti di finale dove viene battuta dalla futura finalista, Simona Halep, per 5–7 1–6. Nel torneo di Cincinnati esce clamorosamente al secondo turno venendo sconfitta da Aryna Sabalenka, futura vincitrice, per 4–6 6–3 5–7. In Connecticut non fa meglio, uscendo già ai quarti di finale contro Mónica Puig in tre sets. Agli US Open supera Johanna Konta e nuovamente la Puig, prima di venire sconfitta da Carla Suárez Navarro per 7–5 4–6 6(4)–7. Per quanto riguarda la classifica, sale alla quarta posizione del ranking a causa della sconfitta della detentrice del titolo, Sloane Stephens. Nel torneo di Tokyo viene fermata nei quarti di finale da Donna Vekić. Inizia il tour cinese dove deve difendere i titoli conquistati a Wuhan e Pechino. Sfortunatamente, a Wuhan viene sconfitta all'esordio da Kateřina Siniaková per 6–3 6(5)–7 6(4)–7, mentre a Pechino viene battuta agli ottavi di finale da Aryna Sabalenka per 7–5 6(3)–7 0–6. A causa di queste sconfitte premature perde punti preziosi scivolando fino alla 16ª posizione. Nonostante ciò, si aggiudica il torneo di Tianjin avendo la meglio in finale su Karolína Plíšková per 7–6 6–3. Nel corso del torneo liquida in due set anche Xun Fangying per 6–4 6–1, Zhang Yuxuan per 6–3 6–4, Petra Martić per 6–2 1–0 (a causa del ritiro della croata) e Hsieh Su-wei per 6–3 6–4. Prende parte al torneo secondario del Masters di fine anno ottenendo solamente una vitoria contro Aryna Sabalenka, non sufficiente per passare la fase a gironi. 
Termina la stagione alla 18ª posizione della classifica WTA.

### 2019: ottavo titolo WTA ed uscita dalla Top 30

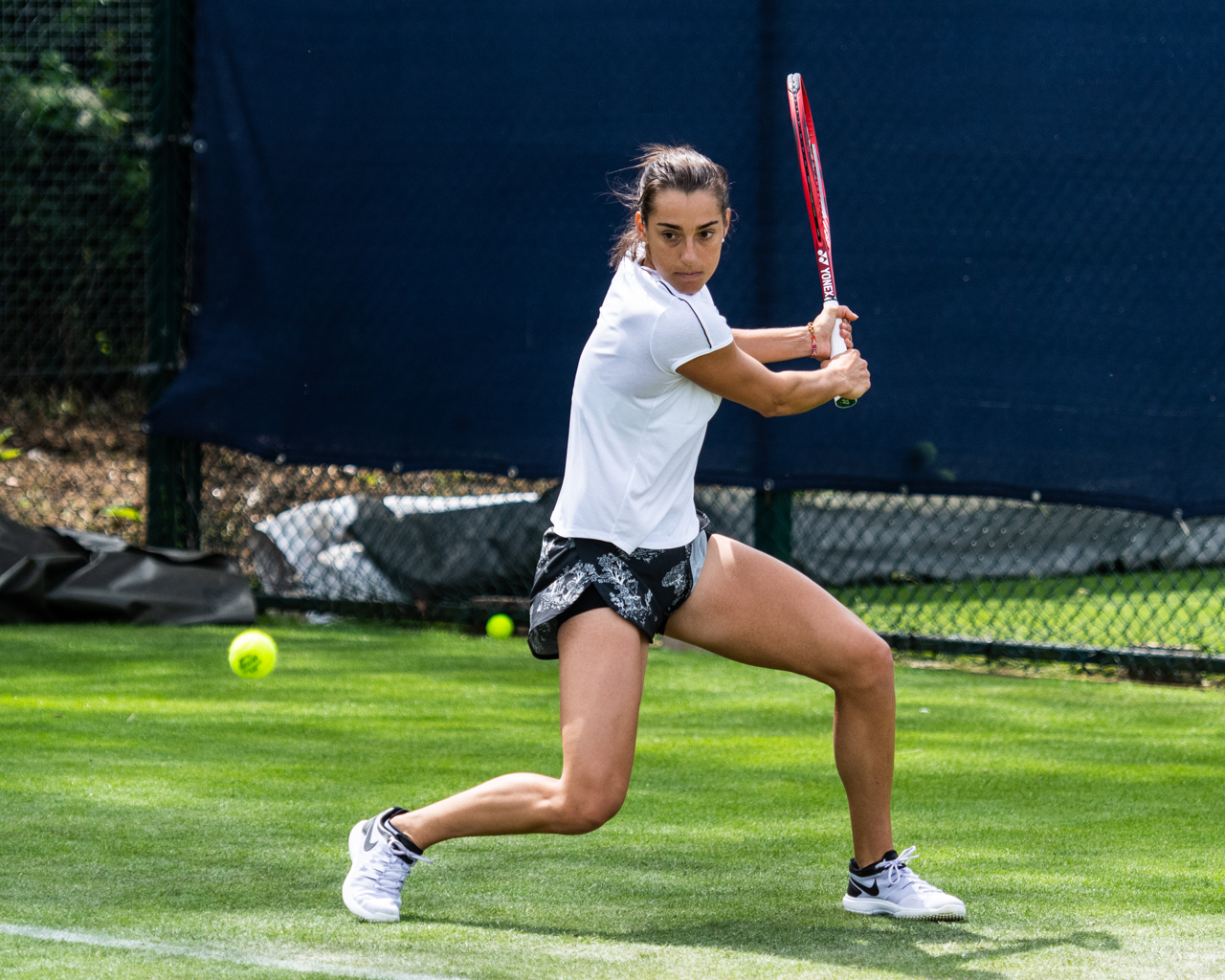
Caroline Garcia nel 2019

Inizia malamente la stagione venendo sconfitta da Ivana Jorović a Shenzhen per 4–6 2–6, mentre a Hobart da Sofia Kenin per 3–6 2–6. All'Australian Open si impone sulla connazionale Jessika Ponchet per 6–2 6–3 e su Zoe Hives per 6–3 6–3, prima di cedere a Danielle Collins per 3–6 2–6. Nel torneo in Thailandia viene sconfitta all'esordio da Jennifer Brady, che ripeterà la vittoria a Dubai (secondo turno) e a Miami (primo turno). A Miami supera agevolmente Viktoryja Azaranka per 6–3 6–4 e Julia Görges per 6–0 7–5, prima di perdere contro Petra Kvitová con un doppio 3–6. 
Inaugura la stagione sulla terra a Stoccarda con una sconfitta al primo turno, inflittale da Anett Kontaveit. A Madrid supera i primi due turni contro Hsieh Su-wei e Sorana Cîrstea, per poi cedere nuovamente alla Kvitova. Agli Internazionali d'Italia viene sconfitta a sorpresa dalla connazionale Kristina Mladenovic, che le lascia solamente tre games. Si rifà a Strasburgo dove raggiunge la finale, ma senza aggiudicarsi il trofeo perdendo contro Dajana Jastrems'ka (4–6 7–5 6–7). Nel corso del torneo si impone su Shelby Rogers, Rebecca Peterson, Marta Kostjuk e Chloé Paquet. Si presenta al Rolad Garros dove, dopo avere eliminato Mona Barthel per 6–2 6–4, cede in rimonta ad Anna Blinkova per 6–1 4–6 4–6. 
Inizia la stagione sull'erba a Nottingham, dove si aggiudica l'ottavo titolo in carriera. Durante la corsa al titolo sconfigge: Naiktha Bains per 6–1 6–2, Maia Lumsden per 6–3 6–1, Elena Gabriela Ruse per 4–6 7–6 6–1, Jennifer Brady per 4–6 6–3 6–3 e, nell'atto finale, Donna Vekić per 2–6 7–6(4) 7–6(4). Disputa il torneo di Maiorca, dove viene fermata nei quarti di finale da Angelique Kerber (3–6 6(5)–7) dopo aver estromesso in tre sets Viktoryja Azaranka per 1–6 6–4 7–5 e Paula Badosa Gibert per 6–2 6(1)–7 6–3. Nello Slam londinese soccombe nel primo turno a Zhang Shuai, che ha la meglio in due netti parziali.
Successivamente, ritorna sulla terra a Losanna e in Lettonia. Qui, viene fermata nel secondo turno rispettivamente da Bernarda Pera (2–6 4–6) e dalla connazionale Chloé Paquet (6–4 4–6 3–6). In preparazione allo Slam statunitense, disputa i torneo Premier di Toronto e Cincinnati, uscendo in entrambe le occasioni all'esordio; viene estromessa rispettivamente da Jeļena Ostapenko (doppio 3–6) e da Iga Świątek (6(1)–7 1–6). Non fa meglio nemmeno allo US Open, dove viene sorpresa da Ons Jabeur, che ha la meglio per 7–6(8) 6–2. Per quanto riguarda la classifica, precipita al 31º posto del ranking WTA. Inizia lo swing asiatico partecipando al nuovo torneo Premier, lo Zhengzhou Open. Qui, al primo turno riesce ad imporsi su Tereza Martincová con il punteggio di 6–4 4–6 7–5, prima di perdere nuovamente contro la Mladenovic, stavolta per 7–5 6–2. Nel resto della tournée asiatica, non ottiene risultati di rilievo, cogliendo a Tianjin e Wuhan il secondo turno come migliori prestazioni. A novembre, viene chiamata da Bennateau per disputare la sfida finale contro l'Australia: Garcia esordisce nel secondo match contro la nº1 del mondo Barty. Caroline cede 0–6 0–6 mentre, in doppio, assieme a Mladenovic, conquista il punto decisivo contro la coppia aussie. Garcia vince la sua prima Fed Cup in carriera.
Termina l'anno al nº45 del mondo.

### 2020: stop per la pandemia, ottavi al Roland Garros
Inizia l'anno a Auckland: batte Taylor Townsend per 5–7 6–3 7–5 prima di perdere da Bouchard in due set. mentre a Hobart esce all'esordio, all'Australian Open supera Madison Brengle in rimonta, prima di cedere a Ons Jabeur. A San Pietroburgo si arrende subito a Fiona Ferro; stessa sorte a Doha, dove viene immediatamente eliminata (da Bernarda Pera). A Lione raggiunge il primo quarto di finale della stagione, battendo 2 belghe, ovvero Minnen e Bonaventure, tra le ultime 8, il suo torneo si interrompe per mano di un'altra belga, la 5° testa di serie Alison Van Uytvanck.
Da marzo ad agosto il circuito WTA è costretto a una pausa forzata, dovuta all'epidemia mondiale di COVID-19, che costringe all'annullamento di tutti i tornei previsti (compreso Wimbledon) e al rinvio dei giochi olimpici di Tokyo al 2021.

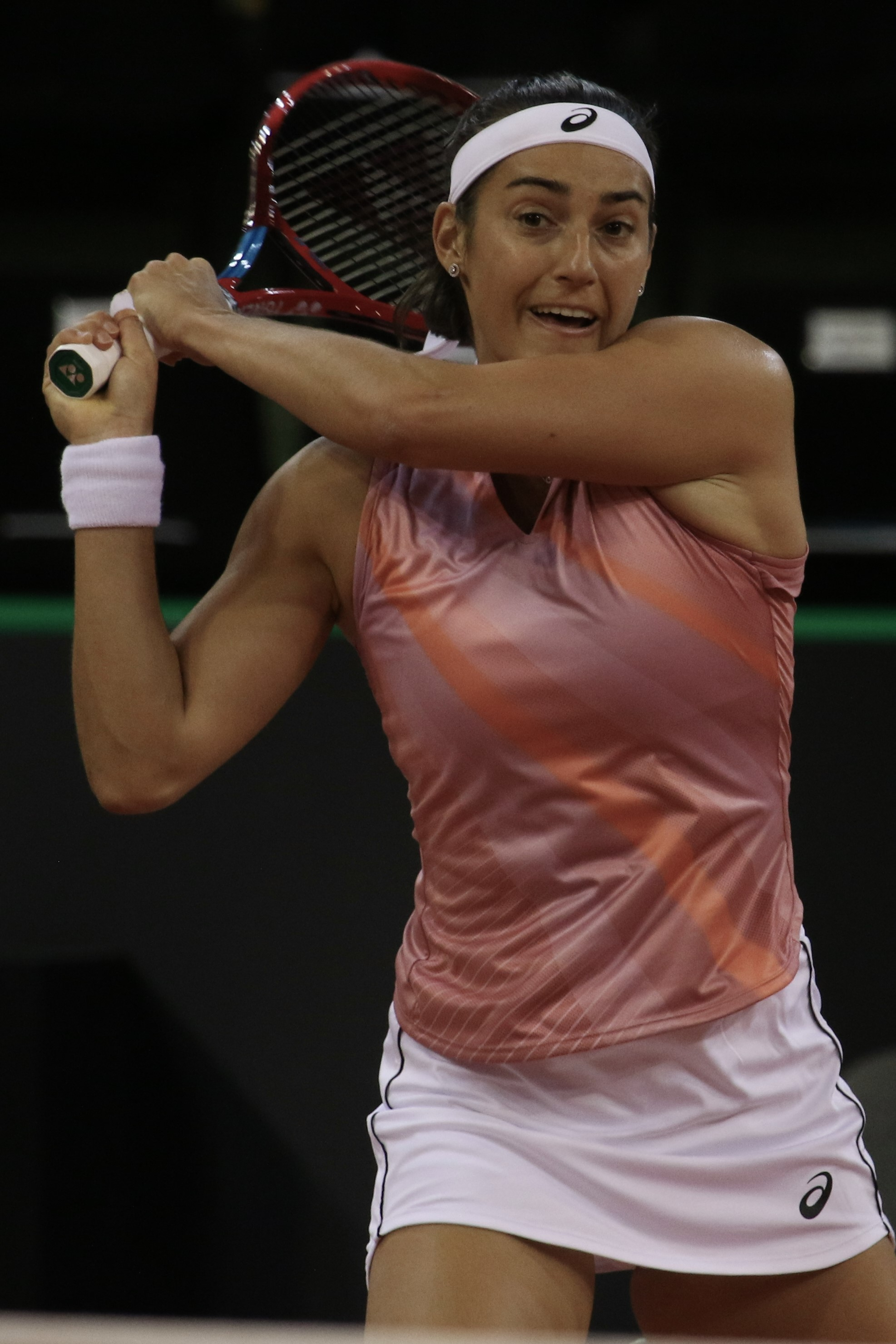
Garcia a Limoges nel 2021

La francese riprende a giocare al Western & Southern Open (straordinariamente disputato a New York): al primo turno elimina Sloane Stephens in due set, mentre, al secondo, cede alla futura campionessa del torneo Azaranka (2-6, 6(8)-7). Agli US Open esordisce bene contro Jasmine Paolini, al secondo turno estromette Karolína Plíšková, nº3 del mondo. Garcia torna a battere una top-ten dopo quasi un anno e mezzo dall'ultima volta, quando aveva sconfitto Svitolina (nº4) a Stoccarda 2018. Al terzo turno la sua corsa si arresta per mano di Jennifer Brady, futura semifinalista.
Sulla terra non raccoglie buoni risultati a Istanbul (2º turno) e a Roma (1º turno) mentre fa bene nello slam di casa: all'esordio, elimina Anett Kontaveit e, al secondo round, sconfigge Sasnovič in due set. Al terzo turno si impone in rimonta su Mertens, accedendo agli ottavi: qui, viene battuta da Elina Svitolina (1–6 3–6).
Termina l'anno al nº43 del mondo.

### 2021: semifinale a Losanna
La francese inizia l'anno al Gippsland Trophy di Melbourne, dove giunge agli ottavi, con le vittorie in due set su Arina Rodionova e Tímea Babos; al terzo turno, cede alla futura vincitrice Mertens (6(1)–7 3–6). Agli Australian Open, esordisce contro Polona Hercog: vince per 7-6(6) 6–3, accedendo al secondo turno dove trova la vincitrice del 2019 Naomi Ōsaka: Garcia si arrende alla nipponica in due set. Al Phillip Island Trophy perde all'esordio da Misaki Doi. Chiude la trasferta australiana all'Adelaide International, dove viene sconfitta subito da Anastasija Sevastova in due set. A Lione cede al secondo turno a Golubic. A Duba, dopo un successo in rimonta su Angelique Kerber (3–6 6–2 6–4), regola in due set Martina Trevisan, accedendo agli ottavi di finale. Nella circostanza si arrende a Mertens per la seconda volta in stagione. A Miami viene estromessa al secondo turno da Halep. Sulla terra ottiene come miglior risultato il quarto di finale di Parma, dove viene eliminata dalla ceca Siniaková. Sull'erba invece il miglior piazzamento è solo un secondo turno a Birmingham. A Losanna vince nettamente su Dulgheru per poi battere Sharma in tre set e Zarina Dijas in due, accedendo così alla prima semifinale WTA del 2021: nella circostanza viene superata dalla connazionale Burel per 7–5, 2–6, 2–6. Sul cemento americano raccoglie quattro secondi turni e una sconfitta al primo turno alla Rogers Cup. A Ostrava esce di scena subito contro Potapova mentre a Indian Wells batte Flipkens prima di cedere a Coco Gauff. Termina l'anno con i quarti di finale nel WTA 125 di Limogés.
Chiude l'anno al nº74 del mondo.

### 2022 - 2° slam in doppio; rinascita in singolare: 4 titoli WTA, semifinale allo US Open e vittoria alle WTA Finals
Dopo un primo turno al WTA 250 di Melbourne, la francese raccoglie i primi quarti di finale dell'anno a Sydney, grazie al successo su Jessica Pegula e al walkover di Elena Rybakina; tra le ultime otto, cede alla top-5 Krejčíková in due set. Successivamente incassa due sconfitte all'esordio all'Australian Open e a Dubai e un secondo turno a Doha, dove cede a Coco Gauff. A Lione la francese estromette la nº1 del tabellone Camila Giorgi e Martina Trevisan; nei quarti, elimina Alison Van Uytvanck per 7-5 al terzo set, accedendo alla prima semifinale WTA del 2022. Nella circostanza cede il passo alla futura campionessa Shuai Zhang, col punteggio di 2–6 5–7. A Indian Wells esce al secondo turno (contro Raducanu) mentre a Miami esce al primo round. Sulla terra, colleziona un secondo turno al Roland Garros, dove perde da Madison Keys (4–6 6(3)–7). Sull'erba, esce di scena al secondo turno sia a Nottingham (contro Riske) che a Birmingham (contro Boulter); prende allora parte al torneo di Bad Homburg: dopo un successo in rimonta su Sasnovič (2–6 6–3 6–4), la francese estromette in due set Rachimova e la wild–card locale Lisicki, accedendo alla sua seconda semifinale WTA in stagione; nella circostanza, vince il derby contro Alizé Cornet (nona testa di serie) con lo score di 7–6(9) 3–6 7–5, accedendo così alla sua prima finale nel circuito maggiore dal 2019; nell'ultimo atto, Garcia recupera un set e un break di svantaggio all'ex top-5 Bianca Andreescu (6(5)–7 6–4 6–4), conquistando così il suo 8º titolo WTA, il secondo consecutivo sull'erba dopo l'ultimo vinto a Nottingham nel 2019. Continua la striscia vincente a Wimbledon, dove elimina tra le altre Emma Raducanu, cedendo negli ottavi a Marie Bouzkova. In estate raggiunge le semifinali a Losanna, i quarti a Palermo e il secondo successo stagionale a Varsavia, dove nei quarti batte la n. 1 del mondo Iga Świątek ed in finale la rumena Bogdan per 6-4 6–1). Al Masters 1000 di Cincinnati, superate le qualificazioni, batte Petra Martić, Maria Sakkarī, Elise Mertens, Jessica Pegula, Aryna Sabalenka e Petra Kvitová per 6–2 6–4, vincendo il terzo titolo dell'anno e rientrando nella top20. Si presenta come pericolosa outsider agli US Open da testa di serie numero 17. A New York disputa il miglior Slam della sua carriera spingendosi per la prima volta in semifinale. Ci arriva senza perdere un set e battendo l'ex campionessa del torneo Bianca Andreescu ai sedicesimi e la top 10 Coco Gauff nei quarti di finale. Il suo torneo si conclude in modo amaro contro la tunisina Ons Jabeur, che le lascia appena 4 giochi. I risultati macinati da giugno in poi le permettono, il 12 settembre 2022, di rientrare in top 10 dopo quasi quattro anni di assenza. Nei mesi successivi non ottiene risultati degni di nota fino alle WTA Finals di Fort Worth, dove, nonostante la sconfitta nel round Robin contro la numero uno del mondo Iga Świątek, ottiene successi su Coco Gauff, Dar'ja Kasatkina, Maria Sakkarī e in finale su Aryna Sabalenka per 7–6, 6–4, aggiudicandosi il decimo titolo della carriera, nonché il più prestigioso. Termina la stagione al nº4 del mondo, eguagliando il best-ranking raggiunto nel 2018.
In doppio, Caroline ottiene il secondo turno all'Australian Open; grazie a una wild-card, torna a giocare nella specialità nello slam di casa del Roland Garros, assieme alla connazionale Kiki Mladenovic; le due, come successe nel 2016, riescono a cogliere la finale del torneo: nell'ultimo atto, superano in rimonta Gauff/Pegula per 2–6 6–3 6–2, vincendo il secondo slam assieme, a sei anni esatti di distanza dal primo. 

### 2023: ottavi all'Australian Open, titolo di doppio a Berlino
La francese inizia la stagione disputando la United Cup per la Francia: nonostante le vittorie sull'argentina Podoroska e sulla croata Petra Martić, la nazionale francese chiude al secondo posto il suo girone, non qualificandosi per la fase successiva della competizione. Ad Adelaide Garcia esce ai quarti contro Belinda Bencic. All'Australian Open batte le canadesi Sebov e Leylah Fernandez e poi si impone su Laura Siegemund in rimonta, approdando agli ottavi dello slam oceanico per la seconda volta in carriera. Nella circostanza viene sorpresa dalla nº45 del mondo Magda Linette, che la sconfigge in due parziali. A Lione, dove è la prima testa di serie, raggiunge la finale perdendo solo un set nel percorso; nell'incontro valevole per il titolo, la francese cede il passo ad Alycia Parks per 6(7)–7, 5–7 Dopo i quarti a Doha e il secondo turno a Dubai, Garcia raggiunge la seconda finale stagionale a Monterrey, battendo in due set Juvan, Párrizas Díaz, Sherif e Mertens; nell'ultimo atto, come successo a Lione, non riesce a conquistare il titolo, arrendendosi a Donna Vekić in tre set. A Indian Wells e Miami viene sconfitta per due volte da Sorana Cîrstea, negli ottavi in California e al secondo turno in Florida. Sulla terra, come miglior risultato, ottiene i quarti a Stoccarda.
Sull'erba disputa il torneo di Berlino dove elimina la wild-card Sabine Lisicki e poi la qualificata Fourlis. Tra le ultime otto, cede a Petra Kvitová. A Eastbourne, è costretta al ritiro contro Kasatkina nel suo match di quarti. A Wimbledon, viene fermata dalla ceca Bouzková al terzo turno.
Sul cemento americano, centra tre sconfitte all'esordio a Washington, Montréal e Cincinnati. Non avendo difeso i punti del titolo vinto in Ohio, Garcia esce dalla top-5. A Cleveland giunge fino ai quarti di finale, dove perde da Lin Zhu. Prende quindi parte allo US Open. Qui, sorprendentemente, la francese esce già al primo turno contro la cinese Yafan Wang (4–6 1–6). A causa dei punti persi, scende alla 10ª posizione del ranking. A San Diego centra il nono quarto di finale stagionale: nella circostanza si arrende a Danielle Collins in due set. A Guadalajara, penultimo WTA 1000 stagionale, Garcia si spinge fino alla semifinale, la prima a questo livello da Cincinnati 2022; nella circostanza, la francese viene battuta dalla testa di serie nº2 Maria Sakkarī. Dopo i quarti a Tokyo, la francese riesce a raggiungere le ultime otto anche nel WTA 1000 di Pechino, eliminando Baindl, Putinceva e Kalinina; nel match valevole per la semifinale, perde per la terza volta in carriera contro Iga Świątek dopo un match molto combattuto (7–6(8) 6(5)–7 1–6). 
Non avendo difeso molti dei buoni risultati colti nel 2022, Garcia non riesce a qualificarsi per le WTA Finals di Cancún, non potendo così difendere il titolo vinto l'anno precedente. Riesce però a partecipare al "Master di secondo livello di Zhuhai, dove è inserita nel gruppo Camelia: nel suo primo match, si impone su Madison Keys. Nel match valevole per il passaggio del turno, viene sconfitta da Beatriz Haddad Maia in due set, chiudendo al secondo posto del girone e non riuscendo ad accedere in semifinale. 
In doppio, decide di giocare i suoi primi tornei dell'anno sull'erba con Luisa Stefani: al primo tentativo vincono il titolo a Berlino, sconfiggendo Siniaková/Vondroušová in finale. A Wimbledon le due arrivano fino ai quarti di finale, battendo le recenti finaliste del Roland Garros Fernandez/Townsend al secondo turno; tra le ultime otto coppie, cedono alle future campionesse Hsieh/Strycová per 6(5)–7 4–6.

### 2024
Garcia apre il 2024 alla United Cup vincendo i suoi due singolari contro Kerber e Paolini. Collabora ai successi transalpini su Germania e Italia, permettendo alla Francia di passare il proprio girone al primo posto. Nei quarti batte Malene Helgø al tie-break del terzo set, contribuendo al 2–1 finale sulla Norvegia. In semifinale perde contro Iga Świątek dopo aver ottenuto il primo parziale (6-4 1–6 1–6); il team francese viene alla fine eliminato dalla Polonia, per 3-0. Ad Adelaide batte la wild-card Preston per poi cedere alla futura campionessa Ostapenko. All'Australian Open riesce a imporsi all'esordio sulla rientrante Naomi Ōsaka (6–4 7–6(2)), prima di arrendersi a Magdalena Fręch.
Tra Abu Dhabi, Doha e Dubai non colleziona alcun successo, uscendo sempre all'esordio. A Indian Wells supera Tomova prima di cedere a alla top-10 Sakkarī in due set. Va meglio a Miami dove giunge nei quarti grazie alle vittorie ai danni di Tomova, Ōsaka e la nº3 del mondo Gauff, primo successo su una top-5 da un anno e mezzo. Tra le ultime otto la francese viene eliminata dalla futura campionessa Collins (3–6 2–6).
Sulla terra nel torneo casalingo di Rouen centra la prima semifinale WTA della stagione, sconfiggendo Cocciaretto, Schmiedlová e Ruse; nella circostanza si arrende a Sloane Stephens (3–6 2–6), che poi vincerà il trofeo. A Madrid, esce al terzo turno contro Jasmine Paolini. Anche a Roma la francese non va oltre i sedicesimi, battuta nuovamente da Collins. Al Roland Garros non va oltre il secondo round per il quarto anno di fila, cedendo a Sofia Kenin.
In doppio, centra con Mladenovic la finale ad Adelaide, persa contro Townsend/Haddad Maia.

### 2025: ritiro
Garcia ha annunciato a maggio la sua ultima partecipazione al Roland Garros e che dopo il breve tour sul cemento americano si ritirerà dal tennis professionistico.

## Statistiche WTA

### Singolare

#### Vittorie (11)
| Legenda               | Legenda      |
| --------------------- | ------------ |
| Grande Slam (0)       |              |
| Ori Olimpici (0)      |              |
| WTA Finals (1)        |              |
| WTA Elite Trophy (0)  |              |
| Dal 2009 al 2020      | Dal 2021     |
| Premier Mandatory (1) | WTA 1000 (1) |
| Premier 5 (1)         | WTA 1000 (1) |
| Premier (0)           | WTA 500 (0)  |
| International (5)     | WTA 250 (2)  |

| N.  | Data              | Torneo                                   | Superficie  | Avversaria in finale | Punteggio           |
| 1.  | 13 aprile 2014    | Copa Colsanitas, Bogotà                  | Terra rossa | Jelena Janković      | 6–3, 6–4            |
| 2.  | 21 maggio 2016    | Internationaux de Strasbourg, Strasburgo | Terra rossa | Mirjana Lučić-Baroni | 6–4, 6–1            |
| 3.  | 19 giugno 2016    | Mallorca Open, Maiorca                   | Erba        | Anastasija Sevastova | 6–3, 6–4            |
| 4.  | 30 settembre 2017 | Wuhan Open, Wuhan                        | Cemento     | Ashleigh Barty       | 6(3)–7, 7–6(4), 6–2 |
| 5.  | 8 ottobre 2017    | China Open, Pechino                      | Cemento     | Simona Halep         | 6–4, 7–6(3)         |
| 6.  | 14 ottobre 2018   | Tianjin Open, Tianjin                    | Cemento     | Karolína Plíšková    | 7–6(7), 6–3         |
| 7.  | 17 giugno 2019    | Nottingham Open, Nottingham              | Erba        | Donna Vekić          | 2–6, 7–6(4), 7–6(4) |
| 8.  | 25 giugno 2022    | Bad Homburg Open, Bad Homburg            | Erba        | Bianca Andreescu     | 6(5)–7, 6–4, 6–4    |
| 9.  | 31 luglio 2022    | Poland Open, Varsavia                    | Terra rossa | Ana Bogdan           | 6–4, 6–1            |
| 10. | 20 agosto 2022    | Cincinnati Open, Cincinnati              | Cemento     | Petra Kvitová        | 6–2, 6–4            |
| 11. | 7 novembre 2022   | WTA Finals, Fort Worth                   | Cemento (i) | Aryna Sabalenka      | 7–6(4), 6–4         |

#### Sconfitte (5)
| Legenda               | Legenda      |
| --------------------- | ------------ |
| Grande Slam (0)       |              |
| Argenti Olimpici (0)  |              |
| WTA Finals (0)        |              |
| WTA Elite Trophy (0)  |              |
| Dal 2009 al 2020      | Dal 2021     |
| Premier Mandatory (0) | WTA 1000 (0) |
| Premier 5 (0)         | WTA 1000 (0) |
| Premier (0)           | WTA 500 (0)  |
| International (3)     | WTA 250 (2)  |

| N. | Data             | Torneo                                   | Superficie  | Avversaria in finale | Punteggio        |
| 1. | 28 febbraio 2015 | Abierto Mexicano de Tenis, Acapulco      | Cemento     | Timea Bacsinszky     | 3–6, 0–6         |
| 2. | 8 marzo 2015     | Monterrey Open, Monterrey                | Cemento     | Timea Bacsinszky     | 6–4, 2–6, 4–6    |
| 3. | 25 maggio 2019   | Internationaux de Strasbourg, Strasburgo | Terra rossa | Dajana Jastrems'ka   | 4–6, 7–5, 6(3)–7 |
| 4. | 5 febbraio 2023  | Open de Lyon, Lione                      | Cemento (i) | Alycia Parks         | 6(7)–7, 5–7      |
| 5. | 5 marzo 2023     | Monterrey Open, Monterrey (2)            | Cemento     | Donna Vekić          | 4–6, 6–3, 5–7    |

### Doppio

#### Vittorie (8)
| Legenda               | Legenda      |
| --------------------- | ------------ |
| Grande Slam (2)       |              |
| Ori Olimpici (0)      |              |
| WTA Finals (0)        |              |
| WTA Elite Trophy (0)  |              |
| Dal 2009 al 2020      | Dal 2021     |
| Premier Mandatory (1) | WTA 1000 (0) |
| Premier 5 (0)         | WTA 1000 (0) |
| Premier (3)           | WTA 500 (1)  |
| International (1)     | WTA 250 (0)  |

| N. | Data           | Torneo                               | Superficie      | Compagna            | Avversarie in finale                   | Punteggio           |
| 1. | 12 aprile 2014 | Copa Colsanitas, Bogotà              | Terra rossa     | Lara Arruabarrena   | Vania King Chanelle Scheepers          | 7–6(5), 6–4         |
| 2. | 27 giugno 2015 | Eastbourne International, Eastbourne | Erba            | Katarina Srebotnik  | Chan Yung-jan Zheng Jie                | 7–6(5), 6–2         |
| 3. | 10 aprile 2016 | Charleston Open, Charleston          | Terra verde     | Kristina Mladenovic | Bethanie Mattek-Sands Lucie Šafářová   | 6–2, 7–5            |
| 4. | 24 aprile 2016 | Stuttgart Open, Stoccarda            | Terra rossa (i) | Kristina Mladenovic | Martina Hingis Sania Mirza             | 2–6, 6–1, [10–6]    |
| 5. | 7 maggio 2016  | Madrid Open, Madrid                  | Terra rossa     | Kristina Mladenovic | Martina Hingis Sania Mirza             | 6–4, 6–4            |
| 6. | 5 giugno 2016  | Open di Francia, Parigi              | Terra rossa     | Kristina Mladenovic | Ekaterina Makarova Elena Vesnina       | 6–3, 2–6, 6–4       |
| 7. | 5 giugno 2022  | Open di Francia, Parigi (2)          | Terra rossa     | Kristina Mladenovic | Coco Gauff Jessica Pegula              | 2–6, 6–3, 6–2       |
| 8. | 25 giugno 2023 | German Open, Berlino                 | Erba            | Luisa Stefani       | Kateřina Siniaková Markéta Vondroušová | 4–6, 7–6(8), [10–4] |

#### Sconfitte (11)
| Legenda               | Legenda      |
| --------------------- | ------------ |
| Grande Slam (1)       |              |
| Argenti Olimpici (0)  |              |
| WTA Finals (0)        |              |
| WTA Elite Trophy (0)  |              |
| Dal 2009 al 2020      | Dal 2021     |
| Premier Mandatory (1) | WTA 1000 (0) |
| Premier 5 (2)         | WTA 1000 (0) |
| Premier (5)           | WTA 500 (1)  |
| International (1)     | WTA 250 (0)  |

| N.  | Data              | Torneo                            | Superficie      | Compagna               | Avversarie in finale                 | Punteggio         |
| 1.  | 27 settembre 2014 | Wuhan Open, Wuhan                 | Cemento         | Cara Black             | Martina Hingis Flavia Pennetta       | 4–6, 7–5, [10–12] |
| 2.  | 12 ottobre 2014   | Austria Ladies Linz, Linz         | Cemento (i)     | Annika Beck            | Raluca Olaru Anna Tatišvili          | 2–6, 1–6          |
| 3.  | 18 ottobre 2014   | Kremlin Cup, Mosca                | Cemento (i)     | Arantxa Parra Santonja | Martina Hingis Flavia Pennetta       | 3–6, 5–7          |
| 4.  | 10 gennaio 2015   | Brisbane International, Brisbane  | Cemento         | Katarina Srebotnik     | Martina Hingis Sabine Lisicki        | 2–6, 5–7          |
| 5.  | 26 aprile 2015    | Stuttgart Open, Stoccarda         | Terra rossa (i) | Katarina Srebotnik     | Bethanie Mattek-Sands Lucie Šafářová | 4–6, 3–6          |
| 6.  | 16 agosto 2015    | Canadian Open, Toronto            | Cemento         | Katarina Srebotnik     | Bethanie Mattek-Sands Lucie Šafářová | 1–6, 2–6          |
| 7.  | 15 gennaio 2016   | Sydney International, Sydney      | Cemento         | Kristina Mladenovic    | Martina Hingis Sania Mirza           | 6–1, 5–7, [5–10]  |
| 8.  | 20 febbraio 2016  | Dubai Tennis Championships, Dubai | Cemento         | Kristina Mladenovic    | Chuang Chia-jung Darija Jurak        | 4–6, 4–6          |
| 9.  | 11 settembre 2016 | US Open, New York                 | Cemento         | Kristina Mladenovic    | Bethanie Mattek-Sands Lucie Šafářová | 6–2, 6(5)–7, 4–6  |
| 10. | 9 ottobre 2016    | China Open, Pechino               | Cemento         | Kristina Mladenovic    | Bethanie Mattek-Sands Lucie Šafářová | 4–6, 4–6          |
| 11. | 12 gennaio 2024   | Adelaide International, Adelaide  | Cemento         | Kristina Mladenovic    | Beatriz Haddad Maia Taylor Townsend  | 5–7, 3–6          |

### Doppio misto

#### Sconfitte (1)
| Legenda                 |
| ----------------------- |
| Australian Open (0)     |
| Open di Francia (0)     |
| Torneo di Wimbledon (0) |
| US Open (0)             |
| Argenti Olimpici (0)    |
| WTA 1000 (1)            |

| N. | Anno          | Torneo                          | Superficie | Compagno               | Avversari in finale        | Punteggio |
| 1. | 14 marzo 2024 | Indian Wells Open, Indian Wells | Cemento    | Édouard Roger-Vasselin | Storm Hunter Matthew Ebden | 3–6, 3–6  |

## Circuito WTA 125

### Singolare

#### Vittorie (1)
| N. | Data             | Torneo                   | Superficie  | Avversaria in finale | Punteggio |
| 1. | 15 novembre 2015 | Open de Limoges, Limoges | Cemento (i) | Louisa Chirico       | 6–1, 6–3  |

#### Sconfitte (1)
| N. | Data             | Torneo                   | Superficie  | Avversaria in finale   | Punteggio |
| 1. | 20 novembre 2016 | Open de Limoges, Limoges | Cemento (i) | Ekaterina Aleksandrova | 4–6, 0–6  |

### Doppio

#### Vittorie (1)
| N. | Data             | Torneo                     | Superficie    | Compagna          | Avversarie in finale                   | Punteggio |
| 1. | 10 novembre 2013 | Taipei Ladies Open, Taipei | Sintetico (i) | Jaroslava Švedova | Anna-Lena Friedsam Alison Van Uytvanck | 6–3, 6–3  |

## Statistiche ITF

### Singolare

#### Vittorie (1)
| Torneo $100.000 (1) |
| Torneo $80.000 (0)  |
| Torneo $75.000 (0)  |
| Torneo $60.000 (0)  |
| Torneo $50.000 (0)  |
| Torneo $25.000 (0)  |
| Torneo $15.000 (0)  |
| Torneo $10.000 (0)  |

| N. | Data           | Torneo                                                          | Superficie  | Avversaria in finale | Punteggio     |
| 1. | 12 maggio 2013 | Open GDF SUEZ de Cagnes-sur-Mer Alpes-Maritimes, Cagnes-sur-Mer | Terra rossa | Maryna Zanevs'ka     | 6–0, 4–6, 6–3 |

#### Sconfitte (3)
| Torneo $100.000 (0) |
| Torneo $80.000 (0)  |
| Torneo $75.000 (0)  |
| Torneo $60.000 (0)  |
| Torneo $50.000 (1)  |
| Torneo $25.000 (2)  |
| Torneo $15.000 (0)  |
| Torneo $10.000 (0)  |

| N. | Data           | Torneo                                    | Superficie  | Avversaria in finale | Punteggio |
| 1. | 11 luglio 2010 | Schönbusch Open, Aschaffenburg            | Terra rossa | Mădălina Gojnea      | 1–6, 0–6  |
| 2. | 17 aprile 2011 | Oaks Club $25,000 USTA Challenger, Osprey | Terra verde | Claire De Gubernatis | 4–6, 4–6  |
| 3. | 13 agosto 2011 | Tatarstan Open, Kazan'                    | Cemento     | Julija Putinceva     | 4–6, 2–6  |

### Doppio

#### Vittorie (4)
| Torneo $100.000 (1) |
| Torneo $80.000 (0)  |
| Torneo $75.000 (0)  |
| Torneo $60.000 (0)  |
| Torneo $50.000 (1)  |
| Torneo $25.000 (1)  |
| Torneo $15.000 (0)  |
| Torneo $10.000 (1)  |

| N. | Data              | Torneo                                                                          | Superficie  | Compagna         | Avversarie in finale               | Punteggio        |
| 1. | 27 settembre 2009 | $10 000 Espinho, Espinho                                                        | Terra rossa | Elixane Lechemia | Mishel Okhremchuk Morgane Pons     | 7–5, 6–1         |
| 2. | 15 maggio 2011    | Open International Féminin Midi-Pyrénées Saint-Gaudens Comminges, Saint-Gaudens | Terra rossa | Aurélie Védy     | Anastasija Pivovarova Ol'ga Savčuk | 6–3, 6–3         |
| 3. | 14 ottobre 2012   | ITF Women's Circuit Suzhou, Suzhou                                              | Cemento     | Timea Bacsinszky | Yang Zhaoxuan Zhao Yijing          | 7–5, 6–3         |
| 4. | 28 ottobre 2012   | ITF Women's Circuit Taipei, Taipei                                              | Cemento     | Chan Chin-wei    | Kao Shao-yuan Lee Hua-chen         | 4–6, 6–4, [10–6] |

#### Sconfitte (2)
| Torneo $100.000 (0) |
| Torneo $80.000 (0)  |
| Torneo $75.000 (0)  |
| Torneo $60.000 (0)  |
| Torneo $50.000 (0)  |
| Torneo $25.000 (2)  |
| Torneo $15.000 (0)  |
| Torneo $10.000 (0)  |

| Nr. | Data            | Torneo                                 | Superficie  | Compagna          | Avversarie in finale             | Punteggio           |
| 1.  | 10 ottobre 2010 | Open GDF SUEZ Région Limousin, Limoges | Cemento (i) | Claire Feuerstein | Ljudmyla Kičenok Nadežda Kičenok | 7–6(5), 4–6, [8–10] |
| 2.  | 21 ottobre 2012 | Gosen Cup, Makinohara                  | Erba        | Monique Adamczak  | Eri Hozumi Miyu Katō             | 6(6)–7, 3–6         |

## Grand Slam Junior

### Singolare

#### Sconfitte (1)
| Tornei del Grande Slam  |
| ----------------------- |
| Australian Open (0)     |
| Open di Francia (0)     |
| Torneo di Wimbledon (0) |
| US Open (1)             |

| N. | Data              | Torneo            | Superficie | Avversario in finale | Punteggio   |
| 1. | 10 settembre 2011 | US Open, New York | Cemento    | Grace Min            | 5–7, 6(3)–7 |

## Risultati in progressione
| Sigla | Risultato               |
| ----- | ----------------------- |
| V     | Vincitore               |
| F     | Finalista               |
| SF    | Semifinalista           |
| O     | Oro olimpico            |
| A     | Argento olimpico        |
| SF    | Bronzo olimpico         |
| QF    | Quarti di Finale        |
| 4T    | Quarto turno            |
| 3T    | Terzo turno             |
| 2T    | Secondo turno           |
| 1T    | Primo turno             |
| RR    | Round Robin             |
| LQ    | Turno di qualificazione |
| A     | Assente                 |
| ND    | Non disputato           |

| Legenda superfici    |
| -------------------- |
| Cemento              |
| Terra battuta        |
| Erba                 |
| Superficie variabile |

### Singolare
Aggiornato a fine WTA Tour 2023 
| Grande Slam                |                 |                 |                 |                 |                 |                 |                 |                 |                 |                 |                 |               |               |              |              |
| Australian Open, Melbourne | 2T              | Q3              | 1T              | 1T              | 3T              | 1T              | 3T              | 4T              | 3T              | 2T              | 2T              | 1T            | 4T            | 0 / 12       | 15-12        |
| Roland Garros, Parigi      | 2T              | 1T              | 2T              | 1T              | 1T              | 2T              | QF              | 4T              | 2T              | 4T              | 2T              | 2T            | 2T            | 0 / 13       | 17–13        |
| Wimbledon, Londra          | Q2              | Q1              | 2T              | 3T              | 1T              | 2T              | 4T              | 1T              | 1T              | ND              | 1T              | 4T            | 3T            | 0 / 10       | 12–10        |
| US Open, New York          | Q1              | Q2              | 2T              | 1T              | 1T              | 3T              | 3T              | 3T              | 1T              | 3T              | 2T              | SF            | 1T            | 0 / 11       | 15–11        |
| Vittorie-sconfitte         | 2–2             | 0–1             | 3–4             | 2–4             | 2-4             | 4–4             | 11–4            | 8–4             | 3-4             | 6-3             | 3-4             | 9-4           | 6-4           | 0 / 46       | 57–46        |
| Giochi olimpici            |                 |                 |                 |                 |                 |                 |                 |                 |                 |                 |                 |               |               |              |              |
| Giochi olimpici            | ND              | A               | Non disputati   | Non disputati   | Non disputati   | 2T              | Non disputati   | Non disputati   | Non disputati   | Non disputati   | A               | Non disputati | Non disputati | 0 / 1        | 1-1          |
| Tornei di fine anno        |                 |                 |                 |                 |                 |                 |                 |                 |                 |                 |                 |               |               |              |              |
| WTA Finals                 | Non qualificata | Non qualificata | Non qualificata | Non qualificata | Non qualificata | Non qualificata | SF              | Non qualificata | Non qualificata | Non qualificata | Non qualificata | V             | NQ            | 1 / 2        | 6-3          |
| WTA Elite Trophy           | Non qualificata | Non qualificata | Non qualificata | Non qualificata | Non qualificata | Non qualificata | Non qualificata | RR              | Non disputati   | Non disputati   | Non disputati   | Non disputati | Non disputati | 0 / 1        | 1-1          |
| WTA Premier Mandatory      |                 |                 |                 |                 |                 |                 |                 |                 |                 |                 |                 |               |               |              |              |
| Indian Wells               | A               | Q1              | A               | 2T              | 4T              | 1T              | 4T              | 4T              | 2T              | A               | 2T              | 2T            | 4T            | 0 / 9        | 16-9         |
| Miami                      | A               | Q1              | A               | 3T              | 2T              | 3T              | 2T              | 2T              | 4T              | A               | 2T              | 1T            | 2T            | 0 / 9        | 13-9         |
| Madrid                     | A               | A               | A               | QF              | 3T              | 2T              | 1T              | SF              | 3T              | Assente         | Assente         | Assente       | 3T            | 0 / 7        | 14-7         |
| Pechino                    | A               | A               | Q1              | 2T              | 2T              | 3T              | V               | 3T              | 1T              | Assente         | Assente         | Assente       | QF            | 1 / 7        | 15-6         |
| WTA Premier 5              |                 |                 |                 |                 |                 |                 |                 |                 |                 |                 |                 |               |               |              |              |
| Doha / Dubai[1]            | A               | A               | A               | 1T              | 2T              | 1T              | 2T              | QF              | 2T              | 1T              | 3T              | 2T            | 2T            | 0 / 10       | 10-10        |
| Roma                       | A               | A               | A               | A               | 1T              | 1T              | 2T              | QF              | 1T              | 1T              | 2T              | A             | 3T            | 0 / 8        | 7-8          |
| Montréal / Toronto         | A               | A               | Q2              | 2T              | 1T              | 1T              | QF              | QF              | 1T              | A               | 1T              | 1T            | 2T            | 0 / 9        | 8-9          |
| Cincinnati                 | A               | A               | Q1              | Q1              | 3T              | 1T              | 1T              | 3T              | 1T              | 2T              | 2T              | V             | 2T            | 1 / 9        | 13-8         |
| Tokyo / Wuhan[2]           | A               | 1T              | A               | QF              | 2T              | 2T              | V               | 2T              | 1T              | A               | A               | 2T            | QF            | 1 / 9        | 16-9         |
| Carriera                   |                 |                 |                 |                 |                 |                 |                 |                 |                 |                 |                 |               |               |              |              |
| Tornei giocati             | 4               | 6               | 14              | 24              | 17              | 28              | 23              | 23              | 22              | 11              | 26              | 23            | 28            | 249          | 249          |
| Titoli-Finali              | 0–0             | 0–0             | 0-0             | 1–1             | 1–2             | 2–2             | 2–2             | 1-1             | 1-2             | 0-0             | 0-0             | 4-4           | 0-2           | 12-18        | 12-18        |
| Vittorie-Sconfitte         | 2–4             | 1–6             | 8–14            | 24–23           | 21–17           | 40–26           | 48–22           | 51-22           | 25-21           | 11-11           | 23-25           | 46-17         | 40-26         | 340–234      | 340–234      |
| Vittorie %                 | 25%             | 14%             | 36%             | 51%             | 55%             | 61%             | 69%             | 70%             | 54%             | 50%             | 48%             | 73%           | 61%           | 59%          | 59%          |
| Ranking di fine anno       | 146             | 138             | 75              | 38              | 35              | 23              | 8               | 18              | 45              | 43              | 74              | 4             | 20            | $ 16.931.236 | $ 16.931.236 |

### Doppio
| Torneo                     | 2011    | 2012    | 2013    | 2014 | 2015 | 2016 | 2017    | 2018    | 2019    | 2020    | 2021    | 2022 | 2023 | Titoli | V–S   |
| -------------------------- | ------- | ------- | ------- | ---- | ---- | ---- | ------- | ------- | ------- | ------- | ------- | ---- | ---- | ------ | ----- |
| Australian Open, Melbourne | Assente | Assente | Assente | 3T   | 3T   | 3T   | SF      | Assente | Assente | Assente | Assente | 2T   | A    | 0 / 5  | 11-5  |
| Roland Garros, Parigi      | 1T      | 1T      | 2T      | 1T   | 3T   | V    | Assente | Assente | Assente | Assente | Assente | V    | A    | 2 / 7  | 15–5  |
| Wimbledon, Londra          | A       | A       | Q1      | 2T   | 2T   | QF   | Assente | Assente | Assente | Assente | 1T      | A    | QF   | 0 / 5  | 8–5   |
| US Open, New York          | A       | A       | 2T      | 2T   | QF   | F    | Assente | Assente | Assente | Assente | 1T      | QF   | A    | 0 / 6  | 13–6  |
| Vittorie-sconfitte         | 0–1     | 0–1     | 2–2     | 4–4  | 8–4  | 16–4 | 4–1     | 0-0     | 0-0     | 0-0     | 0-2     | 10-3 | 3-1  | 2 / 23 | 47–21 |

## Vittorie contro giocatrici Top 10
| Stagione | 2014 | 2015 | 2016 | 2017 | 2018 | 2019 | 2020 | 2021 | 2022 | 2023 | 2024 | Totale |
| Vittorie | 3    | 4    | 1    | 5    | 3    | 0    | 1    | 0    | 8    | 0    | 1    | 26     |

| #    | Giocatrice            | Ranking | Evento                          | Superficie      | Turno | Punteggio           | Rank. CGR |
| ---- | --------------------- | ------- | ------------------------------- | --------------- | ----- | ------------------- | --------- |
| 2013 |                       |         |                                 |                 |       |                     |           |
| 1.   | Jelena Janković       | 9       | Copa Colsanitas, Bogotà         | Terra rossa     | F     | 6–3, 6–4            | 74        |
| 2.   | Angelique Kerber      | 8       | Madrid Open, Madrid             | Terra rossa     | 1T    | 6–3, 2–0 rit.       | 51        |
| 3.   | Agnieszka Radwańska   | 6       | Wuhan Open, Wuhan               | Cemento         | 2T    | 3–6, 7–6(4), 7–6(7) | 49        |
| 2015 |                       |         |                                 |                 |       |                     |           |
| 4.   | Ana Ivanović (1)      | 6       | Monterrey Open, Monterrey       | Cemento         | SF    | 6–1, 6–4            | 29        |
| 5.   | Ana Ivanović (2)      | 6       | Indian Wells Open, Indian Wells | Cemento         | 3T    | 6–2, 5–7, 6–2       | 28        |
| 6.   | Ana Ivanović (3)      | 6       | Stuttgart Open, Stoccarda       | Terra rossa (i) | 1T    | 7–6(6), 6–4         | 29        |
| 7.   | Petra Kvitová         | 4       | Cincinnati Open, Cincinnati     | Cemento         | 2T    | 7–5, 4–6, 6–2       | 39        |
| 2016 |                       |         |                                 |                 |       |                     |           |
| 8.   | Karolína Plíšková (1) | 6       | Fed Cup, Strasburgo             | Cemento (i)     | F     | 6–3, 3–6, 6–3       | 24        |
| 2017 |                       |         |                                 |                 |       |                     |           |
| 9.   | Dominika Cibulková    | 9       | Wuhan Open, Wuhan               | Cemento         | 3T    | 6–3, 7–5            | 20        |
| 10.  | Elina Svitolina (1)   | 3       | China Open, Pechino             | Cemento         | QF    | 6(5)–7, 7–5, 7–6(6) | 15        |
| 11.  | Simona Halep          | 2       | China Open, Pechino             | Cemento         | F     | 6–4, 7–6(3)         | 15        |
| 12.  | Elina Svitolina (2)   | 4       | WTA Finals, Singapore           | Cemento (i)     | RR    | 6(7)–7, 6–3, 7–5    | 8         |
| 13.  | Caroline Wozniacki    | 6       | WTA Finals, Singapore           | Cemento (i)     | RR    | 0–6, 6–3, 7–5       | 8         |
| 2018 |                       |         |                                 |                 |       |                     |           |
| 14.  | Elina Svitolina (3)   | 4       | Stuttgart Open, Stoccarda       | Terra rossa (i) | QF    | 6(4)–7, 6–4, 6–2    | 7         |
| 15.  | Sloane Stephens       | 10      | Internazionali d'Italia, Roma   | Terra rossa     | 3R    | 6–1, 7–6(7)         | 7         |
| 16.  | Karolína Plíšková (2) | 6       | Tianjin Open, Tianjin           | Cemento         | F     | 7–6(7), 6–3         | 16        |
| 2020 |                       |         |                                 |                 |       |                     |           |
| 17.  | Karolína Plíšková (3) | 3       | US Open, New York               | Cemento         | 2T    | 6–1, 7–6(2)         | 50        |
| 2022 |                       |         |                                 |                 |       |                     |           |
| 18.  | Iga Świątek           | 1       | Poland Open, Varsavia           | Terra rossa     | QF    | 6–1, 1–6, 6–4       | 45        |
| 19.  | Maria Sakkarī (1)     | 3       | Cincinnati Open, Cincinnati     | Cemento         | 2T    | 7–6(2), 6(6)–7, 6–1 | 35        |
| 20.  | Jessica Pegula        | 8       | Cincinnati Open, Cincinnati     | Cemento         | QF    | 6–1, 7–5            | 35        |
| 21.  | Aryna Sabalenka (1)   | 7       | Cincinnati Open, Cincinnati     | Cemento         | SF    | 6–2, 4–6, 6–1       | 35        |
| 22.  | Coco Gauff (1)        | 4       | WTA Finals, Fort Worth          | Cemento (i)     | RR    | 6–4, 6–3            | 6         |
| 23.  | Dar'ja Kasatkina      | 8       | WTA Finals, Fort Worth          | Cemento (i)     | RR    | 4–6, 6–1, 7–6(5)    | 6         |
| 24.  | Maria Sakkarī (2)     | 5       | WTA Finals, Fort Worth          | Cemento (i)     | SF    | 6–3, 6–2            | 6         |
| 25.  | Aryna Sabalenka (2)   | 7       | WTA Finals, Fort Worth          | Cemento (i)     | F     | 7–6(4), 6–4         | 6         |
| 2024 |                       |         |                                 |                 |       |                     |           |
| 26.  | Coco Gauff (2)        | 3       | Miami Open, Miami Gardens       | Cemento         | 4T    | 6–3, 1–6, 6–2       | 27        |